# Sapecho

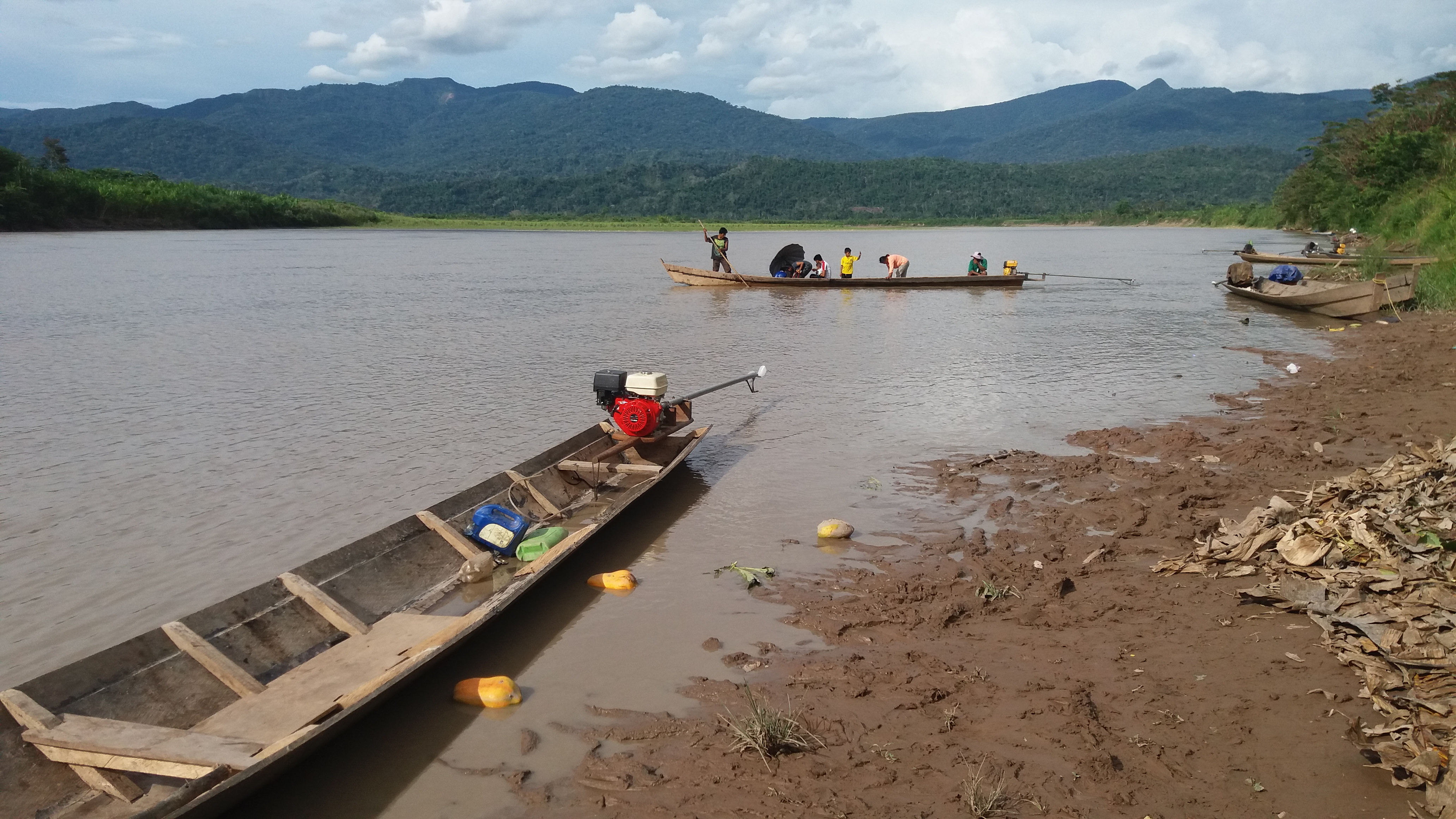
Río Inicua.

Sapecho es una localidad de Bolivia ubicada en el municipio de Palos Blancos de la provincia de Sud Yungas en el departamento de La Paz. Se encuentra cerca al Río Beni, a una altitud de 414 m s. n. m. y a una distancia de 229 km de la ciudad de La Paz, sede de gobierno de Bolivia.
Su clima es tropical, con una temperatura promedio anual de 26 °C, una precipitación de 1.800 mm anuales y una humedad relativa del 80%.

## Habitantes
La localidad tiene 935 (2008) habitantes.

## Empresas
En Sapecho hay dos grandes empresas. «Ecotop», dedicada a la agroforestería, desarrollo rural
y agricultura ecológica y el «Ceibo Bolivia» dedicada a la producción de cacao.